# Mirko Brulc
Mirko Brulc, slovenski politik in socialni pedagog, * 2. oktober 1946, Lendava.
Bil je poslanec 5. državnega zbora Republike Slovenije (2008-11).

## Življenjepis
Bil je ravnatelj Osnovne šole Milojke Štrukelj Nova Gorica.

### Državni zbor
2008-2011
V času 5. državnega zbora Republike Slovenije, član Socialnih demokratov, je bil član naslednjih delovnih teles:
- Odbor za gospodarstvo (član)
- Odbor za Odbor za lokalno samoupravo in regionalni razvoj (član)
- Odbor za okolje in prostor (član)
- Komisija za odnose s Slovenci v zamejstvu in po svetu (podpredsednik).

Na državnozborskih volitvah leta 2011 je kandidiral na listi SD.